# Puchar Świata w narciarstwie alpejskim 1999/2000
Sezon 1999/2000 Pucharu Świata w narciarstwie alpejskim rozpoczął się 30 października 1999 we francuskim Tignes, a zakończył 19 marca 2000 we włoskiej miejscowości Bormio. Była to 34. edycja pucharowej rywalizacji. Rozegrano 40 konkurencji dla kobiet (10 zjazdów, 11 slalomów gigantów, 8 supergigantów, 10 slalomów specjalnych oraz 1 kombinację) i 40 konkurencji dla mężczyzn (11 zjazdów, 9 slalomów gigantów, 7 supergigantów, 11 slalomów specjalnych oraz 2 kombinacje).
Puchar Narodów (łącznie) zdobyła reprezentacja Austrii, wyprzedzając Włochy i Szwajcarię.

## Puchar Świata w narciarstwie alpejskim kobiet
Wśród kobiet najlepszą zawodniczką okazała się Austriaczka Renate Götschl, która zdobyła 1631 punktów, wyprzedzając swoją rodaczkę Michaelę Dorfmeister i Francuzkę Régine Cavagnoud.
W poszczególnych klasyfikacjach tryumfowały:
- Regina Häusl – zjazd
- Špela Pretnar – slalom
- Michaela Dorfmeister – slalom gigant
- Renate Götschl – supergigant
- Renate Götschl – kombinacja

## Puchar Świata w narciarstwie alpejskim mężczyzn
Wśród mężczyzn najlepszym zawodnikiem okazał się Austriak Hermann Maier, który zdobył 2000 punktów, wyprzedzając Norwega Kjetila André Aamodta i swojego rodaka Josefa Strobla.
W poszczególnych klasyfikacjach tryumfowali:
- Hermann Maier – zjazd
- Kjetil André Aamodt – slalom
- Hermann Maier – slalom gigant
- Hermann Maier – supergigant
- Kjetil André Aamodt – kombinacja

## Puchar Narodów (kobiety + mężczyźni)
- 1.  Austria – 19110 pkt
- 2.  Włochy – 5906 pkt
- 3.  Szwajcaria – 5414 pkt
- 4.  Francja – 5012 pkt
- 5.  Norwegia – 4283 pkt